# 农本主义
农本主义（英語：Agrarianism），又译农业主义，是一种社会哲学和政治哲学，其认为农村社会优于城市社会及独立农民优于工人，以及农业作为一种生活方式可以塑造理想的社会价值。它强调较简单的农村生活相对于复杂城市生活的优越性。

## 流派

### 农业社会主义
农业社会主义是一种将社会主义原则与农业社会的经济结构相结合的意识形态或政策框架。它通常强调土地的公有制、农村合作化以及农业生产的社会化管理。

#### 毛泽东思想
毛泽东思想将马克思主义与中国农村实际情况相结合。毛泽东认识到，在中国这样一个以农业为主的国家，农民而非工人是革命的主要力量。因此，他强调通过发动农民阶级，进行土地改革，推翻封建地主阶级的统治，进而建立社会主义制度。毛泽东思想通过一系列土改政策将土地重新分配给农民，并通过农业集体化和合作社制度进一步推动农业生产的社会主义化。
1958年，毛泽东推出人民公社化运动，将农业合作社发展为全面集体化的公社，覆盖农业、工业、商业和生活的各个方面。人民公社制度在最初的几年里迅速扩展，成为中国农村经济和社会的主导形式。然而，在大跃进时期，由于政策上的激进措施，如夸大粮食产量、强制公社化以及人民公社内部资源分配的失衡，导致了农业生产的严重下滑。过度集体化忽视了农民的生产积极性，加上不切实际的经济计划，最终导致了1959-1961年间的全国性粮食短缺和饥荒。
毛泽东思想对全球其他发展中国家的社会主义实践产生了深远影响。许多发展中国家，特别是那些以农业为主的国家，如越南和柬埔寨，在其革命和社会主义建设过程中都借鉴了毛泽东的思想，尝试通过土地改革和集体化来推进农业现代化。仍有许多毛主义政党坚持武装斗争并活跃至今。